# Gigging
Gigging ist eine Ortschaft und eine Katastralgemeinde der Marktgemeinde Kirchberg am Wagram im Bezirk Tulln in Niederösterreich.

## Geographie
Der kleine Ort liegt in der fruchtbaren Tiefebene des Tullnerfelds an mehreren verlandeten Seitenarmen der Donau.

## Geschichte
Das ursprünglich zur Herrschaft Grafenegg gehörende Dorf kam 1848 zur Gemeinde Altenwörth. 1868 lehnte der Niederösterreichische Landtag die vom damals 168 Einwohner zählenden Dorf beantragte Gründung einer eigenen Gemeinde ab. Laut Adressbuch von Österreich waren im Jahr 1938 in Gigging ein Gastwirt, ein Gemischtwarenhändler, ein Schneider und drei Schneiderinnen, ein Schuster, ein Tischler und ein Wagner ansässig. Am 2. Jänner 1972 wurde die Gemeinde Altenwörth trotz Einsprüchen beim Verfassungsgerichtshof in die Großgemeinde Kirchberg am Wagram eingemeindet.